# 14509 Lučenec
(14509) Lučenec, denumire internațională (14509) Lucenec, este un asteroid din centura principală de asteroizi.

## Descriere
14509 Lučenec este un asteroid din centura principală de asteroizi. A fost descoperit pe 9 martie 1996 la Modra de Adrián Galád și Alexander Pravda. Asteroidul prezintă o orbită caracterizată de o semiaxă mare de 2,44 ua, o excentricitate de 0,05 și o înclinație de 2,7° în raport cu ecliptica.